# Clathrotropis macrocarpa
Espèce
Classification phylogénétique
Clathrotropis macrocarpa est une espèce de plantes à fleurs dicotylédones de la famille des Fabaceae, sous-famille des Faboideae, originaire d'Amérique du Sud.
Les études phylogénétiques ne placent pas l'espèce parmi les Ormosieae, comme les autres espèces du genre, mais la laisse non classée parmi les Génistoïdes.

## Publication originale
- (en) Ducke A., 1932. Tropical Woods; a Technical Journal Devoted to the Furtherance of Knowledge of Tropical Woods and Forests and to the Promotion of Forestry in the Tropics 31:16-17.